# Gino Cervi
Gino Cervi (n. 3 mai 1901 – d. 3 ianuarie 1974) a fost un actor italian de film. 

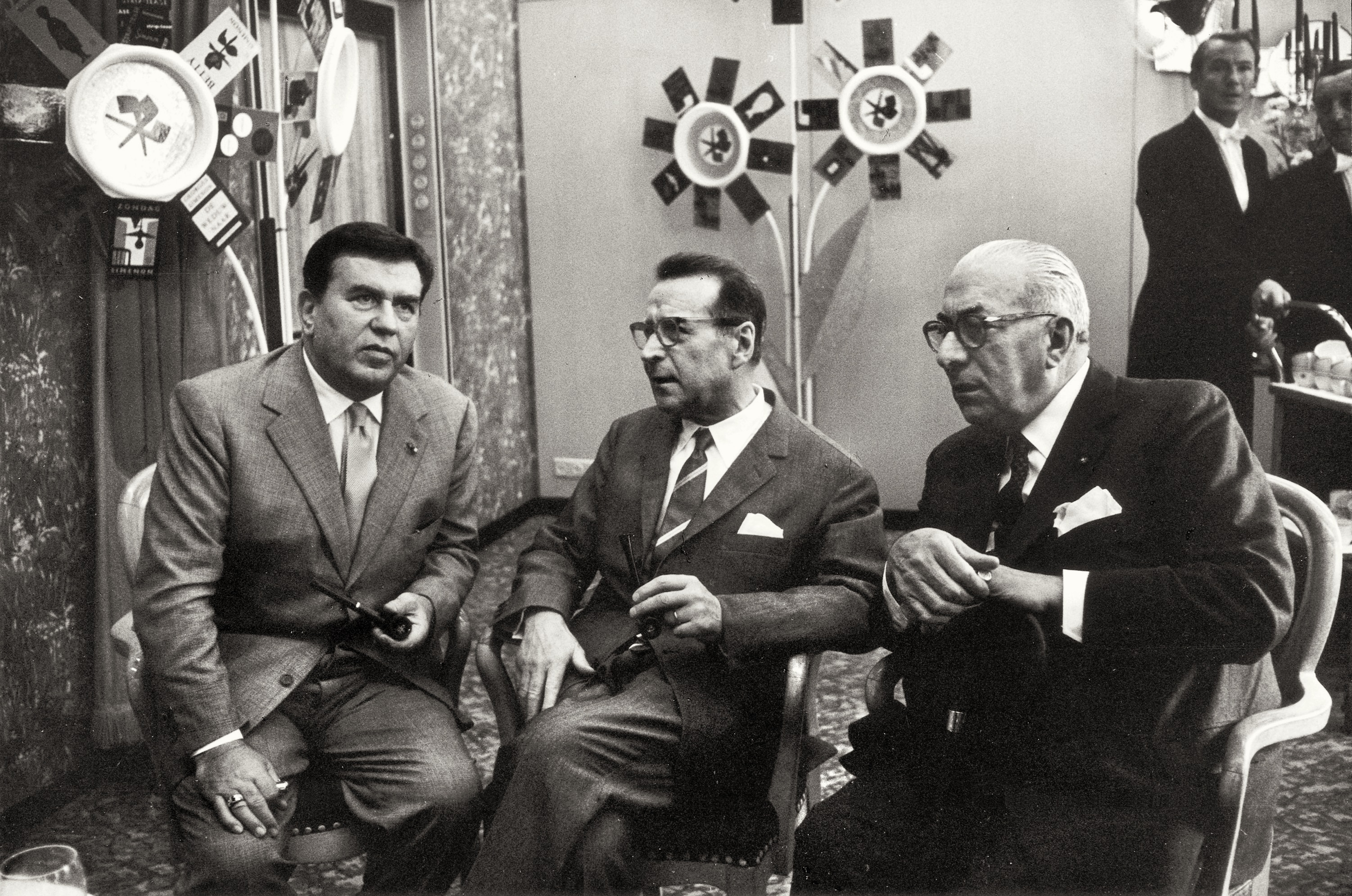
Gino Cervi, Georges Simenon, Arnoldo Mondadori

S-a remarcat în cele 5 filme (coproducții italo-franceze) din seria “Don Camillo și Peppone” (1952-1965, dupa romanele lui Giovanni Guareschi) în rolul primarului comunist Giuseppe Bottazzi (zis Peppone), alături de Fernandel, care a jucat rolul preotului Don Camillo Tarocci (zis Don Camillo) din orășelul norditalian Brescello.

## Filmografie selectivă
- 1953 Dama cu camelii (La dame aux camélias), regia Raymond Bernard
- 1953 Cei trei mușchetari (Les trois mousquetaires), regia André Hunebelle
- 1956 Îndrăgostiții (Gli innamorati), regia Mauro Bolognini
- 1958 Dragoste și pălăvrăgeli Amore e chiacchiere (Salviamo il panorama), regia Alessandro Blasetti
- 1958 Singur pe lume (Sans famille), regia André Michel
- 1960 Lunga noapte a lui 43 (La lunga notte del '43), regia Florestano Vancini
- 1962 Ani clocotitori (Gli anni ruggenti), regia Luigi Zampa
- 1962 Călugărița din Monza (La monaca di Monza), regia: Carmine Gallone
- 1964 Becket, regia Peter Glenville

Au fost turnate următoarele 5 filme din seria Don Camilo (titlurile italiene):
- 1952 "Don Camillo"
- 1953 "Il ritorno di Don Camillo"
- 1955 "Don Camillo e l'Onorevole Peppone"
- 1961 "Don Camillo monsignore... ma non troppo"
- 1965 "Il compagno Don Camillo"